# Stinkfist
«Stinkfist» es una canción de la banda estadounidense de rock Tool. Es lanzado como el primer sencillo y primer video musical de su segundo álbum de estudio Ænima. Debido a su nombre y el tema percibido, la canción es frecuentemente modificada en su letra, título y duración por los programadores de televisión y radio. Es la canción que más veces la banda ha interpretado en conciertos en toda su historia.

## Interpretación
Durante una entrevista, Keenan dijo que la canción se titula así por un amigo del baterista Danny Carey que "no tiene miedo de tener las manos sucias". También dijo que puede interpretarse que trata del "fisting" pero "si realmente lo miras y nos miras y lo que somos, entenderás que vamos un poco más allá que un escrito sobre fisting". Fisting es en realidad una metáfora de la verdadera causa de la enfermedad.
Keenan introducía la canción durante la gira Ænima como "acerca de la elección de la compasión sobre el miedo".

## Video musical
El video musical de "Stinkfist" fue creado con técnicas de animación cuadro por cuadro y fue dirigido por el guitarrista Adam Jones (que tenía experiencia previa en dirección de arte y animación). Se centra en una raza de las personas de arena que chupan unos tubos y tragan clavos y alambres que aparentemente los lastiman y son expulsados de sus cuerpos, tras lo cual son puestos en jarras y atesorados; otra raza de mutantes tiene entrañas que se conectan a la pared. En un punto del video, uno de los personajes principales es visto rasurándose y pelando la piel de arena revelando otra capa de piel cubierta diseños similares a tatuajes que cubren el cuerpo entero. Hacia el final del video, el personaje masculino principal es visto desde atrás lo que revela una forma vida similar a un tumor creciendo desde su brazo izquierdo. Por lo menos, un crítico comparó los visuales a los trabajos de H. R. Giger.
El video alcanzó gran rotación en MTV, aunque solo aparece con el título "Track #1" en vez de "Stinkfist". La motivación de MTV es que el nombre "Stinkfist" es demasiado ofensivo para el consumo público. Matt Pinfield, conductor de 120 Minutes, respondió el aire a la gran cantidad de quejas por correo electrónico de los fanes, diciendo que no había nada que pudiera hacer al respecto; también dijo que "si no conoces el nombre de la canción, sal a comprar el álbum" mientras su puño en frente de su rostro. El video obtuvo el 6.º lugar en un reciente conteo en Scuzz de los 50 mejores videos musicales de todos los tiempos según sus espectadores, y el 1.er lugar en su lista de los "Top 10 Most Fucked Up Videos" ('Los 10 Videos Más Jodidos').

## Lista de canciones
Sencillo para el Reino Unido
| N.º | Título                | Duración |  |
| 1.  | «Stinkfist»           | 5:11     |  |
| 2.  | «Hooker with a Penis» | 4:33     |  |

Sencillo en 10"
| Lado A |             |          |  |
| N.º    | Título      | Duración |  |
| 1.     | «Stinkfist» | 5:11     |  |
| 2.     | «Opiate»    | 5:20     |  |

| Lado B |              |          |  |
| N.º    | Título       | Duración |  |
| 1.     | «Sober»      | 5:06     |  |
| 2.     | «Prison Sex» | 4:56     |  |

## Posicionamiento en listas
| País           | Lista (1996)           | Mejor posición |
| -------------- | ---------------------- | -------------- |
| Canadá         | RPM Alternative 30     | 1              |
| Estados Unidos | Modern Rock Tracks     | 19             |
| Estados Unidos | Mainstream Rock Tracks | 17             |